# Irene Nauckhoff
Irene Maria Philippine Nauckhoff, född Kressel 24 januari 1920 i Frankfurt am Main i Tyskland, är en tysk skådespelare. Hon var under en period gift med skådespelaren Stig Nauckhoff.

## Filmografi
- 1947 – Konsten att älska